# Verteilungsprinzip
Als Verteilungsprinzip (oder Verteilungsregel) wird in der Wirtschafts- und Sozialpolitik ein Grundsatz bezeichnet, wie Einkommen und Vermögen auf Wirtschaftssubjekte verteilt werden sollen.

## Allgemeines
Das Verteilungsprinzip kann nur verwirklicht werden, wenn insbesondere das Gleichheitsprinzip, Leistungsprinzip, Bedarfsprinzip und die Nicht-Diskriminierung beachtet werden. Die Verteilungsgerechtigkeit befasst sich mit moralischen Überlegungen zur Verteilung (vgl. auch Gerechtigkeitstheorien) bei der Einkommensverteilung und Vermögensverteilung. 
Die Umverteilung befasst sich dagegen mit der wirtschaftlichen Veränderung der Verteilung und sollte ebenfalls nach Verteilungsprinzipien vorgenommen werden. Während die Verteilungsprinzipien durch das Politikfeld der distributiven Politik vorgenommen wird, ist die Umverteilung Gegenstand der redistributiven Politik.
Verteilungsprinzipien haben direkte Folgen für die soziale Gerechtigkeit (siehe auch Dimensionen sozialer Gerechtigkeit). Quotenregelungen verteilen nach bestimmten Anteilen bestimmter Gruppen. Die Spieltheorie befasst sich häufig mit Problemen der Güterverteilung nach bestimmten Verteilungsregeln.

## Prinzipien der Verteilung

### Gleichheitsprinzip
Nach dem Gleichheitsprinzip bekommen alle die gleiche Menge von Gütern (vgl. Gleichheitssatz). Nach der Equity-Theorie (Theorie zum Gleichheitsprinzip der Gerechtigkeit) trachten Menschen in sozialen Beziehungen nach fairen Gegenleistungen für ihren Einsatz. Ist das nicht der Fall, so entsteht ein Ungleichgewicht, das von dem Betroffenen mittels unterschiedlicher Reaktionen ausgeglichen wird. Mit Gießkannenprinzip bezeichnet man ein Verfahren der Zuschuss- bzw. Subventionsverteilung, dass die Subventionen ohne eingehende Prüfung des tatsächlichen Bedarfs „wie mit einer Gießkanne“ gleichmäßig über die gesamte Zielgruppe verteilt werden, ohne die möglicherweise unterschiedliche Dringlichkeit der Einzelfälle zu gewichten.
Beispiele für Verteilungen nach dem Gleichheitsprinzip sind
- Wahlgleichheit
- i. d. R. Benutzungsgebühren.

### Leistungsprinzip
Nach dem Leistungsprinzip findet eine Verteilung nach Leistung statt – wer mehr leistet, bekommt auch mehr (Leistungsgesellschaft, Sozialistisches Leistungsprinzip und Fiktionen des Leistungsprinzips).
Verteilungen nach dem Leistungsprinzip sind etwa Entlohnung nach Arbeitsleistung, z. B. Akkordlohn.

### Bedarfsprinzip
Findet eine Verteilung nach dem Bedarfsprinzip statt, bekommt derjenige die meisten Güter, der den höchsten Bedarf hat (siehe auch Bedürftigkeit, Bedarfsgerechtigkeit).
Beispiele für Verteilungen nach dem Bedarfsprinzip sind
- Kindesunterhalt
- Wohngeld
- Sozialhilfe (Deutschland).

### Verteilung nach askriptiven Merkmalen
Bei einer Verteilung nach askriptiven Merkmalen wird nach zugeschriebenen Merkmalen verteilt, an denen der Einzelne kaum etwas ändern kann. Beispiele sind Geschlecht, Hautfarbe, Alter, Kaste usw.
- Einheimischenmodell
- Ethnischer Proporz (Südtirol)
- Besoldungsdienstalter.

### Bestandsschutz
Der Bestandsschutz ist kein eigenständiges Verteilungsprinzip (da er keinen neuen Anspruch begründet), spielt aber bei Entscheidungen trotzdem eine wichtige Rolle. Er besagt, dass eine einmal gewählte Verteilung erhalten bleiben sollte. Da er ein in vielen Bereichen große Bedeutung besitzt, wirkt er oft ebenfalls wie ein Verteilungsprinzip.
Beispiele für Bereiche, in denen Ressourcen (teilweise) aufgrund von Bestandsschutz verteilt werden:
- Gläubigerschutz
- Kündigungsschutz
- Mieterschutz.